# Verbandsgemeinde Gebhardshain
Verbandsgemeinde Gebhardshain é uma associação municipal localizada no distrito de Altenkirchen, no estado da Renânia-Palatinado.

## Comunidades
1. Dickendorf
2. Elben
3. Elkenroth
4. Fensdorf
5. Gebhardshain1
6. Kausen
7. Malberg
8. Molzhain
9. Nauroth
10. Rosenheim
11. Steinebach/Sieg
12. Steineroth

## População
| - 1815 – 1.915 - 1835 – 2.474 - 1871 – 3.235 - 1905 – 4.744 - 1939 – 6.422 | - 1950 – 6.837 - 1961 – 7.955 - 1970 – 9.182 - 1987 – 9.595 - 2005 – 11.230 |

## Política
Cadeiras ocupadas na comunidade:
|      | SPD | CDU | FDP | FWG | Total       |
| 2009 | 5   | 15  | 2   | 6   | 28 Cadeiras |
| 2004 | 5   | 17  | 1   | 5   | 28 Cadeiras |